# Найбицзян
Найбицзян Мохемати (кит. 乃比江·莫合买提; род. 10 июля 2001, Пичан, Синьцзян-Уйгурский АР, Китай), также известный как Небиджан Мухмет (уйг. نەبىجان مۇھمەت‎) и просто Найбицзян — китайский футболист, полузащитник клуба «Бэйцзин Гоань».

## Клубная карьера
Найбицзян воспитывался в Синцзянской футбольной академии. В 2018 году он ушёл оттуда в юношескую команду клуба «Бэйцзин Гоань». Его дебют за взрослую команду состоялся 26 июня 2021 года в матче группового этапа Лиги чемпионов АФК против филиппинского клуба «Юнайтед Сити». 13 июня 2022 года полузащитник впервые сыграл в китайской Суперлиге, выйдя на замену вместо Ли Боси на 61-й минуте встречи с «Тяньцзинь Цзиньмэнь Тайгер». 3 июля 2023 года Найбицзян забил свой первый мяч в карьере, поразив ворота «Чэнду Жунчэн». 26 июля он отличился во второй раз в матче 1/8 финала Кубка Китая с «Циндао Вест Кост».

## Международная карьера
В 2018—2019 годах Найбицзян представлял Китай на юношеском уровне, отыграв в общей сложности 11 международных игр и забив в них 1 гол. 9 сентября 2023 года полузащитник результативно дебютировал в составе молодёжной сборной Китая (до 23 лет) поразив ворота молодёжной сборной Индии. В декабре того же года Найбицзян принял участие ещё в 2 международных встречах за национальную команду в этой возрастной категории.